# Walter Boehlich
Walter Boehlich (* 16. September 1921 in Breslau; † 6. April 2006 in Hamburg) war ein deutscher Literaturkritiker, Verlagslektor, Übersetzer und Herausgeber. Seine Nichte war die Politikerin Sabine Boehlich.

## Leben

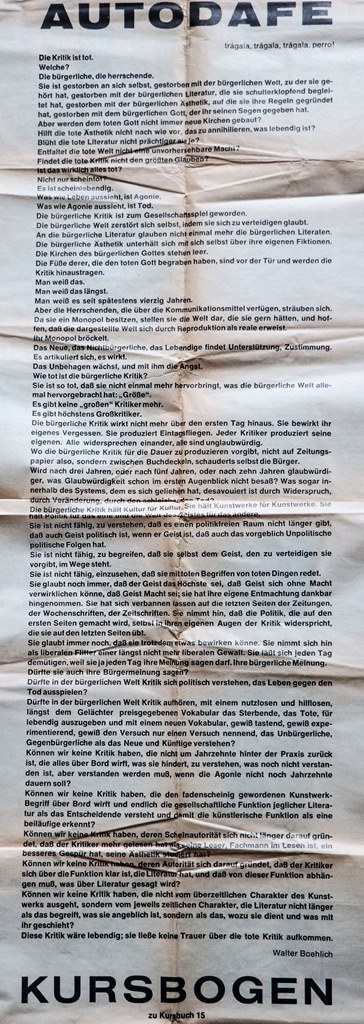
Poster Autodafé

Walter Boehlich war der Sohn des schlesischen Schriftstellers Ernst Boehlich. Dass der arische Vater sich von der jüdischen Ehefrau trennte, bedeutete ihren Abtransport. Wegen seiner jüdischen Herkunft benachteiligten die Nationalsozialisten ihn in der Schule. In der Nachkriegszeit studierte er Philologie bei Ernst Robert Curtius, dessen Assistent er von 1947 bis 1951 war.
Boehlich war Literaturkritiker bei der Wochenzeitung Die Zeit und bei der Frankfurter Allgemeinen Zeitung und ebenfalls ab 1957 Cheflektor im Suhrkamp Verlag, den er 1968 im Streit über ein Mitbestimmungsstatut für Lektoren verließ. 1965 prägte er mit einer von ihm veröffentlichten Quellensammlung den Begriff Berliner Antisemitismusstreit.
Als entschieden sozialkritischer Publizist erwies er sich nicht zuletzt in der Kulturzeitschrift Kursbuch, in der er 1968 – in einem „Autodafé“ betitelten Text, der der nr.15 des Kursbuch als Poster beilag und in vielen studentischen WG-Küchen hing – die Literatur und ihre Wirkung in einem historisch-gesellschaftlichen Kontext verortete:

„Die Kritik ist tot. Welche? Die bürgerliche, die herrschende. Sie ist gestorben an sich selbst, gestorben mit der bürgerlichen Welt, zu der sie gehört, gestorben mit der bürgerlichen Literatur, die sie schulterklopfend begleitet hat, gestorben mit der bürgerlichen Ästhetik, auf die sie ihre Regeln gegründet hat, gestorben mit dem bürgerlichen Gott, der ihr seinen Segen gegeben hat …“

Neben seiner Tätigkeit als Herausgeber übersetzte er aus dem Französischen, Spanischen, Dänischen und Englischen.
Von November 1979 bis Januar 2001 schrieb er eine politische Kolumne für das satirische Monatsmagazin Titanic.
Walter Boehlich war bis zu seinem Tod Mitglied der Darmstädter Deutschen Akademie für Sprache und Dichtung. Er erhielt 1990 den Johann-Heinrich-Merck-Preis, 1996 den Hessischen Kulturpreis, 1997 den Jane Scatcherd-Preis der Heinrich Maria Ledig-Rowohlt-Stiftung sowie 2001 den Heinrich-Mann-Preis und den Wilhelm-Merton-Preis für Europäische Übersetzungen.
Der Nachlass wurde dem Moses-Mendelssohn-Zentrum übergeben.

## Werke
- 1848. Frankfurt am Main 1973.
- Die Antwort ist das Unglück der Frage. Ausgewählte Schriften. Hrsg.: Helmut Peitsch, Helen Thein. Mit einem Vorwort von Klaus Reichert. Fischer-Verlag, Frankfurt 2011, ISBN 978-3-10-046325-8.
- Posthum zusammen mit Karlheinz Braun, Klaus Reichert, Peter Urban, Urs Widmer: Chronik der Lektoren. Von Suhrkamp zum Verlag der Autoren. Verlag der Autoren, Frankfurt am Main 2011, ISBN 978-3-88661-345-8.
- Kein Grund zur Selbstreinigung. Die Titanic-Kolumnen (Hrsg. v. Christoph Kapp und Helen Thein. Mit einem Nachwort von Stefan Gärtner). Verbrecher Verlag, Berlin 2019, ISBN 978-3-95732-383-5

Briefe
- „Ich habe meine Skepsis, meine Kenntnisse und mein Gewissen.“ Briefe 1944 bis 2000, hrsg. von Christoph Kapp und Wolfgang Schopf, Schöffling, Frankfurt am Main 2021, ISBN 978-3-89561-614-3

Herausgeberschaft
- Marcel Proust: Briefe zum Werk, Frankfurt am Main 1964
- Der Berliner Antisemitismusstreit. Sammlung Insel, Bd. 6. Insel Verlag, Frankfurt am Main 1965. Broschur: Insel Taschenbuch 1098, ebenda 1988. 2. Auflage Berlin 2016, ISBN 3-458-32798-3.
  - Der Berliner Antisemitismusstreit. Eine Textsammlung von Walter Boehlich. Neu herausgegeben und eingeleitet von Nicolas Berg, Jüdischer Verlag, Berlin 2023, ISBN 978-3-633-54311-3 (mit zusätzlichen Texten von Berthold Auerbach, Levin Goldschmidt und Moritz Lazarus sowie ausführlichen Kommentaren zu den Quellen).
- Georg Gottfried Gervinus: Einleitung in die Geschichte des neunzehnten Jahrhunderts, Frankfurt am Main 1967
- Der Hochverratsprozeß gegen Gervinus, Frankfurt am Main 1967
- Karl Gutzkow: Deutschland am Vorabend seines Falles oder seiner Größe, Frankfurt am Main 1969
- Thomas Mann: Schriften zur Politik, Frankfurt am Main 1970
- Hjalmar Söderberg: Doktor Glas, Reinbek bei Hamburg 1992
- Sigmund Freud: Jugendbriefe an Eduard Silberstein, Frankfurt am Main 1989
- David Friedrich Strauß: Soirées de Grandval, Berlin 1996

Übersetzungen
- Herman Bang: Eine Geschichte vom Glück, Berlin 1993
- Herman Bang: Sommerfreuden, Reinbek bei Hamburg 1993
- Herman Bang: Das weiße Haus. Das graue Haus, Zürich 1958
- Giambattista Basile: Das Märchen aller Märchen, Frankfurt am Main
- Steen Steensen Blicher: Bruchstücke aus dem Tagebuch eines Dorfküsters, Berlin 1993
- Tania Blixen: Moderne Ehe und andere Betrachtungen, Frankfurt am Main 1987
- Gabriel Dagan: Die Verabredung, Frankfurt am Main 1986
- Régis Debray: Der chilenische Weg, Neuwied [u. a.] 1972
- Marguerite Duras: Der Nachmittag des Herrn Andesmas, Frankfurt am Main 1963
- Marguerite Duras: Zerstören, sagt sie, Neuwied [u. a.] 1970
- Jean Giraudoux: Simon, Frankfurt am Main 1961
- Víctor Jara: Víctor Jara, Frankfurt am Main 1976
- Søren Kierkegaard: Briefe, Köln [u. a.] 1955
- Vizconde de Lascano Tegui: Von der Anmut im Schlafe, Berlin 1995
- Amedeo Modigliani: Modigliani, Stuttgart 1961 (übersetzt zusammen mit Silja Wendelstadt)
- Die Ostindienfahrer, Frankfurt am Main 1970
- Peter Ronild: Die Körper, Frankfurt am Main 1971
- Monique Saint-Hélier: Die Weisen aus dem Morgenland, Frankfurt am Main 1958
- Ramón José Sender: Requiem für einen spanischen Landmann, Frankfurt am Main 1964
- Ramón José Sender: Der Verschollene, Frankfurt am Main 1961
- Hjalmar Söderberg: Abendstern, Frankfurt am Main 1980
- Hjalmar Söderberg: Gertrud, Frankfurt am Main 1980
- Lope de Vega Carpio: Die Irren von Valencia, Frankfurt am Main 1967
- Vizconde de Lascano Tegui: Von der Armut im Schlafe: intimes Tagebuch. Friedenauer Presse, Berlin 1995, ISBN 3-921592-92-5.
- Virginia Woolf: Mrs. Dalloway, Frankfurt am Main 1997

## Nachweise
1. ↑  Hazel Rosenstrauch: Aggressiv scharfsinning. In: Der Freitag. 15. März 2012, S. 16.
2. ↑  vgl. Sandra Kegel: Suhrkamp 1968 – Nacht der langen Messer, in: F.A.Z. vom 25. Oktober 2010, online
3. ↑  Wolfgang Benz: Antisemitismus. Präsenz und Tradition eines Ressentiments. Schwalbach 2015, S. 44.
4. ↑  Hazel Rosenstrauch: Aggressiv scharfsinning, Literatur, der Freitag vom 15. März 2012, S. 16

| Personendaten    | Personendaten                                             |
| ---------------- | --------------------------------------------------------- |
| NAME             | Boehlich, Walter                                          |
| KURZBESCHREIBUNG | deutscher Literaturkritiker, Autor, Lektor und Übersetzer |
| GEBURTSDATUM     | 16. September 1921                                        |
| GEBURTSORT       | Breslau                                                   |
| STERBEDATUM      | 6. April 2006                                             |
| STERBEORT        | Hamburg                                                   |